# Petar Popangelov
Petar Popangelov, né le 31 janvier 1959 à Samokov, est un ancien skieur alpin bulgare originaire de Borovetz.

## Jeux olympiques d'hiver
| Épreuve / Édition | Lake Placid 1980 | Sarajevo 1984 |
| Slalom            | 6e               | 6e            |

## Championnats du monde
| Épreuve / Édition | Garmisch 1978 |
| Géant             | 12e           |

## Coupe du monde
- Meilleur résultat au classement général : 12e en 1978
  - 1 victoire : 1 slalom

### Différents classements en Coupe du monde
| Année/Classement | Année/Classement | Général | Général | Slalom | Slalom | Géant  | Géant  | Combiné | Combiné |
| ---------------- | ---------------- | ------- | ------- | ------ | ------ | ------ | ------ | ------- | ------- |
| Année/Classement | Année/Classement | Class.  | Points  | Class. | Points | Class. | Points | Class.  | Points  |
| 1977             | 1977             | 58e     | 1       | 24e    | 1      | -      | -      | -       | -       |
| 1978             | 1978             | 12e     | 43      | 5e     | 43     | -      | -      | -       | -       |
| 1979             | 1979             | 19e     | 67      | 4e     | 96     | 35e    | 5      | -       | -       |
| 1980             | 1980             | 13e     | 70      | 4e     | 64     | 28e    | 6      | -       | -       |
| 1981             | 1981             | 50e     | 24      | 18e    | 24     | -      | -      | -       | -       |
| 1982             | 1982             | 60e     | 17      | 18e    | 17     | -      | -      | -       | -       |
| 1983             | 1983             | 42e     | 33      | 16e    | 33     | -      | -      | -       | -       |
| 1984             | 1984             | 18e     | 82      | 4e     | 77     | -      | -      | 34e     | 5       |
| 1985             | 1985             | 31e     | 57      | 11e    | 46     | -      | -      | 19e     | 11      |
| 1986             | 1986             | 73e     | 15      | 32e    | 15     | -      | -      | -       | -       |
| 1987             | 1987             | 95e     | 2       | 41e    | 2      | -      | -      | -       | -       |

### Détail des victoires
| Saison / Épreuve | Slalom    | Total |
| 1980             | Lenggries | 1     |
| Total            | 1         | 1     |

## Arlberg-Kandahar
- Meilleur résultat : 3e place dans le slalom 1979 à Garmisch